# 严纯华

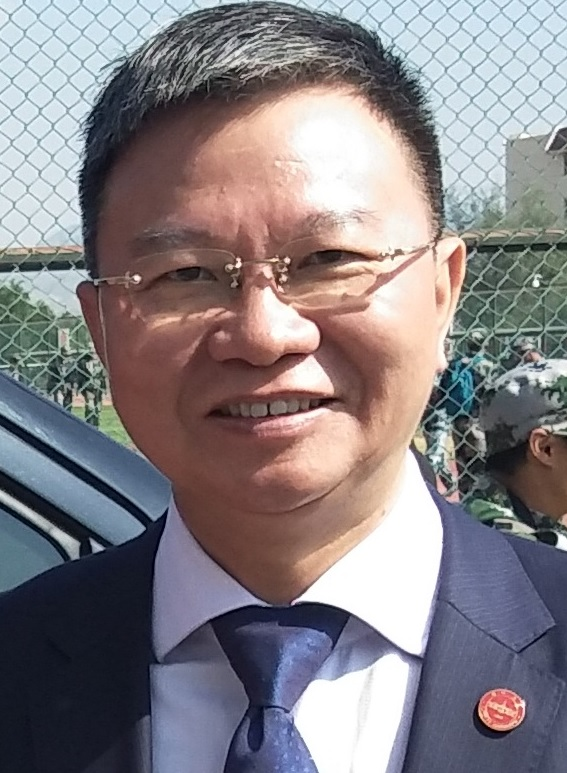

严纯华（1961年1月—），男，籍贯江苏如皋，生于上海川沙，中华人民共和国无机化学家。主要从事稀土分离理论、应用及稀土功能材料研究。

## 生平
1982年7月毕业于北京大学化学系，1985年7月和1988年1月先后获该校硕士、博士学位(师从徐光宪院士)。
1988年2月起留校工作，先后任化学系讲师（1988年）、副教授（1989年）、教授（1992年），长江学者（1999年），现任北京大学稀土材料化学及应用国家重点实验室主任，北京大学-香港大学稀土生物无机和材料化学联合实验室主任。2013年11月，任北京大学副教务长、研究生院常务副院长。后任北京大学党委组织部部长。2016年10月，任南开大学党委常委、副校长。2017年12月，调任兰州大学校长，直到2024年9月离职。2018年1月，当选第十三届全国政协委员。